# شطرنج عن بعد

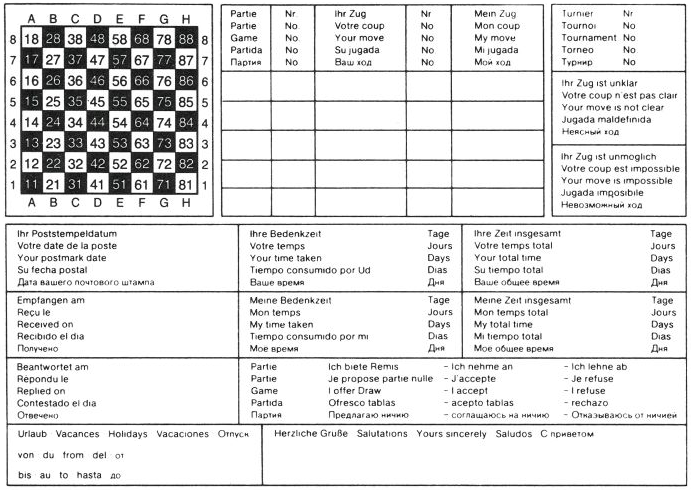
بطاقة بريدية للمراسلات الدولية الشطرنج

شطرنج عن بُعد (بالإنجليزية: Correspondence chess)، هو لعبة الشطرنج الذي تقوم به مختلف أشكال المراسلات لمسافات طويلة، عادة من خلال النظام البريدي. ويتم لعبها اليوم عادة من خلال خادم شطرنج بالمراسلة، أو منتدى شطرنج عام على الإنترنت، أو بريد إلكتروني. وكانت الطرق الأقل شيوعًا التي تم استخدامها تشمل الفاكس والحمام الزاجل والهاتف. وعلى النقيض من ذلك طريقة اللعب على اللوح (OTB)، حيث يجلس اللاعبون على رقعة الشطرنج في نفس الوقت، بل يلاعبون بعضهم البعض في الوقت الفعلي ولكن عبر الإنترنت.
تسمح لعبة الشطرنج بالمراسلة للأشخاص أو الأندية البعيدة جغرافيًا باللعب مع بعضهم البعض دون الالتقاء شخصيًا. هذه العلاقات البعيدة ليست سوى واحدة من العديد من النداءات المميزة لشطرنج المراسلات. يمكن أن يختلف طول اللعبة التي يتم لعبها عن طريق المراسلة اعتمادًا على الطريقة المستخدمة لنقل الحركات: قد لا تدوم اللعبة التي يتم لعبها عبر الخادم أو البريد الإلكتروني أكثر من بضعة أيام أو أسابيع أو أشهر؛ قد تستمر لعبة يتم لعبها بالبريد بين لاعبين في دول مختلفة لعدة سنوات.

## بنية
يختلف الشطرنج بالمراسلة عن اللعب على اللوح (OTB) من عدة نواحٍ. بينما يلعب اللاعبون في شطرنج (OTB) عمومًا لعبة واحدة في كل مرة (باستثناء كونه معرضًا متزامنًا)، غالبًا ما يكون للاعبين بالمراسلة عدة ألعاب في وقت واحد. تُلعب مباريات الدورات بشكل متزامن، وقد يكون لدى بعض اللاعبين أكثر من مائة مباراة مستمرة في نفس الوقت.
عادةً ما تتراوح الحدود الزمنية في اللعب بالمراسلة بين 30 و 60 يومًا لكل 10 حركات (بالإضافة إلى وقت الإرسال في لعبة الشطرنج البريدية). تسمح هذه المرة بحسابات أعمق بكثير، مما يعني أن الأخطاء الفادحة يمكن أن تكون أقل تكرارًا. غالبًا ما يُسمح ببعض أشكال المساعدة، بما في ذلك الكتب وقواعد بيانات الشطرنج وبرامج الشطرنج أحيانًا. الكتب وقواعد البيانات مقبولة عالميًا تقريبًا، لكن المنظمات تختلف فيما يتعلق بما إذا كان استخدام محرك الشطرنج مسموحًا به.

## مساعدة الكمبيوتر
لقد غيرت ظاهرة المساعدة الحاسوبية جوهر لعبة الشطرنج بالمراسلة. بالإضافة إلى المعرفة العميقة بالشطرنج والانضباط التحليلي، أصبحت القدرة على تفسير وتوجيه تحليل الكمبيوتر مهمة أيضًا. بالنظر إلى أنه حتى اللاعبين ذوي المعرفة الضعيفة في لعبة الشطرنج يمكنهم استخدام أقوى برامج الكمبيوتر لتحليل ألعابهم، فقد ضاقت الفجوة بين اللاعب المبتدئ واللاعب الرئيسي في السنوات الأخيرة. ومع ذلك، لا يزال تأثير مساعدة الكمبيوتر مثيرًا للجدل في كل من اللعب الرسمي والعادي، ولا يزال هناك نقص في الإجماع حول مسألة السماح بمساعدة الكمبيوتر.
غالبًا ما يتم لعب ألعاب الشطرنج المتنوعة على خوادم الشطرنج العامة أو منتديات الشطرنج. نظرًا لأن الألعاب عبارة عن نموذج معدل، فقد تكون محركات الشطرنج أقل فائدة، أو قد تكون غير مجدية تمامًا بناءً على البديل. على سبيل المثال، ألعاب الشطرنج التي يتم لعبها على رقعة شطرنج غير محدودة، أو لعبة شطرنج غير محدودة، لا تتأثر فعليًا ببرامج لعب الشطرنج.

## الهيئات التنظيمية

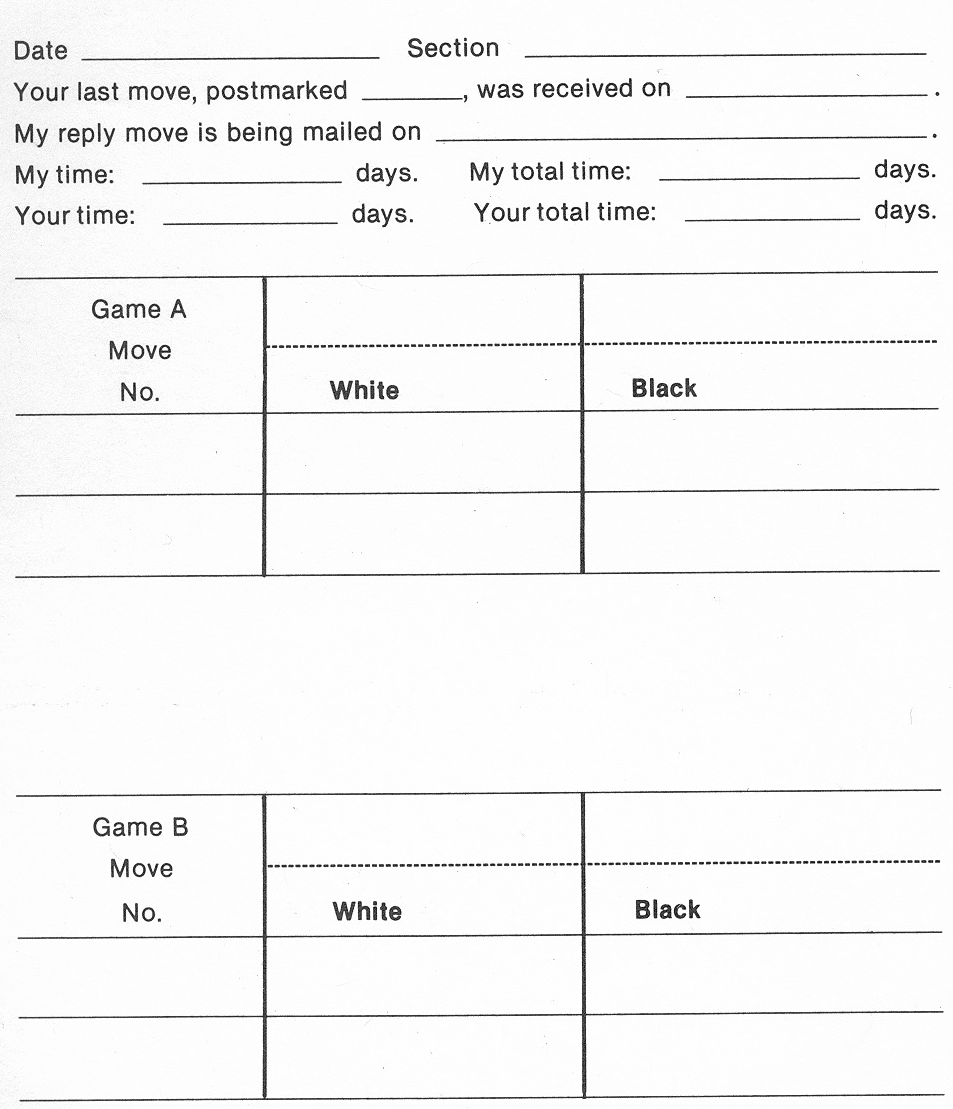
بطاقة بريدية يستخدمها اتحاد الشطرنج الأمريكي

تُلعب بطولات الشطرنج بالمراسلة عادةً تحت رعاية هيئة تنظيمية رسمية، وأهمها الاتحاد الدولي للشطرنج بالمراسلة (ICCF)، المنتسب إلى الاتحاد الدولي للشطرنج (FIDE)، منظمة الشطرنج الدولية. ومع ذلك، فإن الاتحاد الدولي للشطرنج بالمراسلة، التي تنظم الأحداث البريدية والبريدية، ليست المنظمة الوحيدة المشاركة في لعبة الشطرنج بالمراسلات. هناك العديد من الهيئات الوطنية والإقليمية للشطرنج البريدي، بالإضافة إلى عدد من المنظمات المكرسة لتنظيم اللعب بالبريد الإلكتروني مجانًا مثل مجموعة الشطرنج الدولية للبريد الإلكتروني (IECG) وليتشينشر شاش سيرفر (LSS) وخادم ألعاب المراسلة عبر الإنترنت المجاني (FICGS)، التي تدير أيضًا دورة بطولة عالمية، ونادي الشطرنج الدولي عبر البريد الإلكتروني (IECC). ومع ذلك، لا تخضع المجموعات الأخرى غير الاتحاد الدولي للشطرنج بالمراسلة للعقوبات من قبل الاتحاد الدولي للشطرنج.
يمنح الاتحاد الدولي للشطرنج بالمراسلة ألقاب الماجستير الدولي، والماجستير الدولي الأول، والماجستير الدولي في لعبة الشطرنج بالمراسلة - وهذه الألقاب تعادل الألقاب المماثلة التي تمنحها الاتحاد الدولي للشطرنج فوق اللوح. كما يدير الاتحاد الدولي للكريكيت بطولات الشطرنج العالمية بالمراسلة. نظرًا لأن هذه الأحداث يمكن أن تستمر لفترة طويلة، فقد تتداخل: على سبيل المثال، في فبراير 2005 تم إعلان جوب فان اوستروم الفائز بالبطولة الثامنة عشرة (التي بدأت في يونيو 2003)، على الرغم من الفائز بالبطولة السابعة عشرة (التي بدأت في مارس 2002)) لم يتم تحديدها بعد.
حتى عام 2004، كانت لعبة الشطرنج بالمراسلات الخاصة بلعبة (ICCF) تُلعب فقط عبر البريد الإلكتروني والبريد العادي. للعب بواسطة هذين الشكلين من الإرسال، أقر الاتحاد الدولي للشطرنج بالمراسلة استخدام تدوين رقمي لـ الاتحاد الدولي للشطرنج بالمراسلة، والذي يُعرف أحيانًا باسم تدوين كوخ. ومع ذلك، إذا وافق اللاعبون على استخدام نظام تدوين مقبول للطرفين، فسيتم قبول ذلك.
في السنوات الأخيرة، أدى استخدام برامج الشطرنج القوية بشكل متزايد إلى ظهور تحديات جديدة لمنظمات مثل الاتحاد الدولي للشطرنج بالمراسلة واتحاد الشطرنج الأمريكي، مما استلزم قرارات مثيرة للجدل في بعض الأحيان بشأن قبول مثل هذه البرامج في لعب المراسلات الرسمية.
علاوة على ذلك، أتاح ظهور الإنترنت فرصًا جديدة لشطرنج المراسلات، والتي لم يتم تنظيمها كلها من قبل هيئات رسمية. تتضمن لعبة شطرنج المراسلات غير الرسمية لعبة المراسلة التي تبدأ من خلال خوادم الشطرنج بالمراسلة والألعاب التي يتم لعبها بين الأفراد الذين يلتقون ويلعبون بمفردهم. لا يؤدي اللعب بالمراسلة غير الرسمية إلى الحصول على تقييمات رسمية، على الرغم من أن بعض خوادم الشطرنج ستحسب تصنيفات اللاعبين بناءً على النتائج على ذلك الخادم.

## أنواع
هناك عدة أنواع من شطرنج المراسلات، حيث أصبح شطرنج المراسلات القائم على الخادم هو الشكل الأكثر شيوعًا في العالم اليوم، حيث أصبحت خوادم المراسلات الرئيسية كبيرة وشائعة مثل خوادم الشطرنج الخاطفة عبر الإنترنت.

### شطرنج المراسلات القائم على الخادم

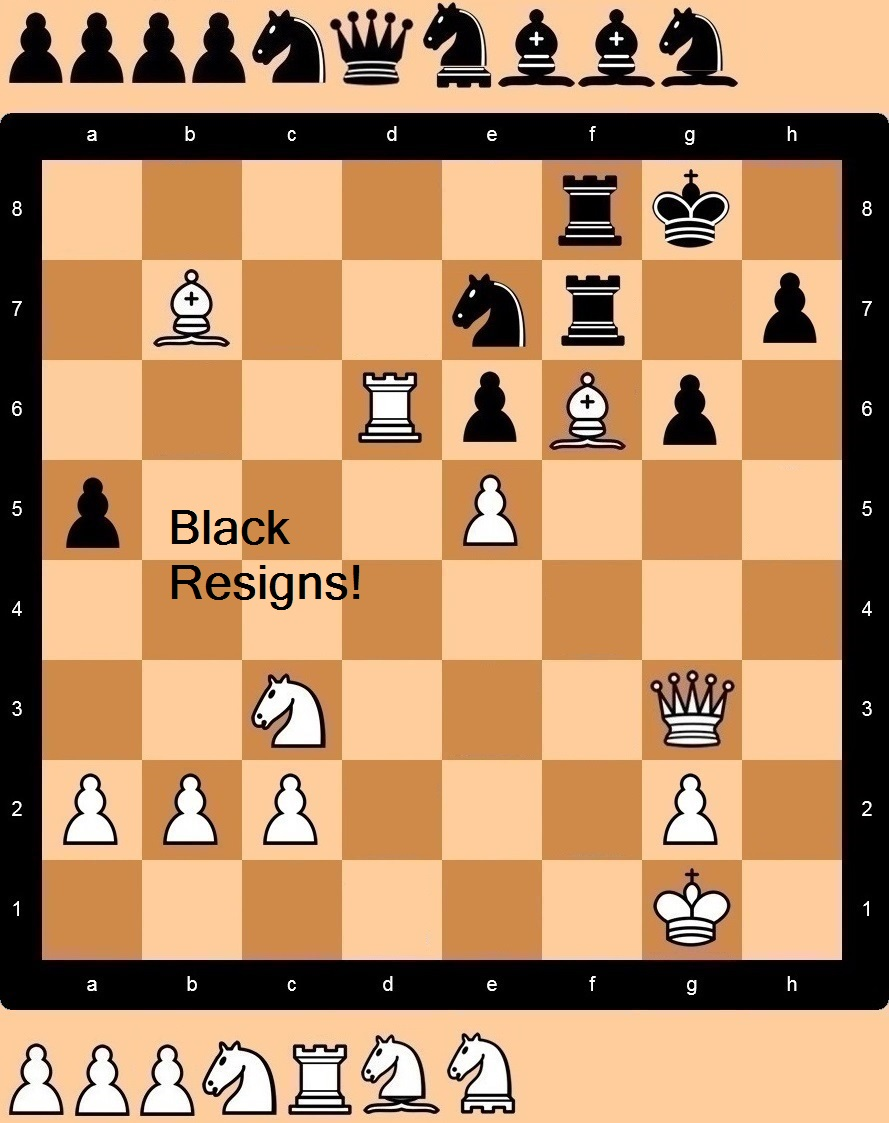
عينة صورة لمتغير الشطرنج الذي يمكن لعبه على الإنترنت.

عادة ما تكون خوادم شطرنج المراسلات مدفوعة بقاعدة البيانات وتحمل معها واجهة على شبكة الإنترنت لإرسال التحركات إلى قاعدة البيانات. لكنها تخلق إمكانية تسهيل أي طريقة إرسال، طالما أن الحركات المنقولة يتم تدقيقها داخل قاعدة بيانات الخادم.
تختلف رسوم الخادم. تستخدم معظم الخوادم غير الرسمية نموذج شحن سنوي، حيث يمكن للاعبين لعب العديد من البطولات أو الألعاب كما يريدون طوال العام. تقدم بعض الخوادم عضوية أساسية مجانًا، مع توفر المزيد من الخدمات مقابل رسوم. كما تسمح الخوادم غير الرسمية باستخدام الأسماء المستعارة، ولديها نظام تصنيف في الوقت الفعلي يقوم في كثير من الأحيان بضبط تصنيف اللاعب بعد كل لعبة مصنفة. تميل الخوادم غير الرسمية أيضًا إلى امتلاك مجموعة واسعة من المرافق، مثل قواعد بيانات الألعاب عبر الإنترنت ومنتديات تحسين المجتمع والشطرنج والفرق والصفحات الرئيسية للاعبين. غالبًا ما تتقاضى خوادم شطرنج المراسلات التقليدية رسومًا في كل دورة وتجبر استخدام الأسماء الحقيقية. على سبيل المثال، يستخدم المنافسون في رابطة الشطرنج الأمريكية بالمراسلة أسمائهم الحقيقية بدلاً من الأسماء المستعارة.

### شطرنج المراسلات المتنقلة
مع ظهور الهواتف الذكية مثل آيفون وبلاك بيري والأجهزة التي تعمل بنظام أندرويد، شهدت لعبة الشطرنج المراسلات ارتفاعًا مؤخرًا في شعبيتها كتطبيقات على هذه الأجهزة. عادةً ما تستخدم الأجهزة الإنترنت اللاسلكي أو تقنية الرسائل القصيرة لإرسال تحركاتها إلى خادم مركزي.

### شطرنج المراسلات عبر البريد الإلكتروني
هناك منظمات مكرسة لتنظيم اللعب عن طريق البريد الإلكتروني، مثل البريد الإلكتروني الدولي نادي الشطرنج (IECC).
انخفضت شعبية اللعب بالبريد الإلكتروني تدريجيًا بسبب مشكلات مثل فيروسات البريد الإلكتروني، وادعاءات الخصوم بعدم تلقي الحركات، ويمكن القول إن العوائق المماثلة التي تحول دون اللعب بالبريد الإلكتروني قد تم استبدالها من خلال لعبة شطرنج المراسلات المستندة إلى الخادم، حيث عادةً ما تكون الواجهة لخادم الشطرنج هي واجهة على شبكة الإنترنت.

### الشطرنج بالمراسلات البريدية (البريد التقليدي)
هناك منظمات وطنية وإقليمية للشطرنج البريدي تستخدم «البريد العادي» التقليدي لنقل الحركات بين اللاعبين. غالبًا ما ينظم الاتحاد الدولي للشطرنج بالمراسلة والاتحادات المحلية والوطنية المنتسبة أحداثًا بريدية. ومن الأمثلة الأخرى للجماعات التي تقدم مسرحية البريدي الشطرنج دوري المراسلات الأمريكية (CCLA) والاتحاد الشطرنج الولايات المتحدة الأمريكية (USCF). ومع ذلك، فإن الجماعات الأخرى غير الاتحاد الدولي للشطرنج بالمراسلة والشركات التابعة لها لا تخضع لعقوبات من قبل الاتحاد الدولي للشطرنج.
أضافت منظمات الشطرنج البريدية التقليدية مثل الاتحاد الدولي للشطرنج بالمراسلة ورابطة الشطرنج بالمراسلة الأمريكية (CCLA) واتحاد الشطرنج الأمريكي (USCF) البريد الإلكتروني و / أو الخيارات المستندة إلى الخادم إلى لعبهم بالمراسلة.
إحدى ألعاب الشطرنج البريدية الموثقة الأقدم هي لعبة لعبت في عام 1804 من قبل المقدم مهاجم فون موفيلون من الجيش الهولندي في لاهاي مع أحد ضباطه في بريدا. 
يمكن القول إن لعبة شطرنج المراسلات البريدية قد حلت محلها لعبة الشطرنج التي تعتمد على الخادم.

## اللاعبون الذين يمارسون اللعب فوق رقعة اللعب والذين يلعبون أيضًا شطرنج المراسلات
على الرغم من أن أقوى لاعبي المراسلة في الوقت الحاضر هم متخصصون، إلا أن عددًا من اللاعبين البارزين في لعبة الشطرنج فوق اللوحة (OTB) لعبوا في الماضي ألعابًا بريدية خلال مسيرتهم المهنية في الشطرنج.
|                           | بطل العالم                  | غراند ماستر | ماستر الدولي                                                                               | ماستر الاتحاد الدولي للشطرنج                  |
| بطل العالم في المراسلات   | أولغا روبتسوفا (بطلة سيدات) | ألبيريك أوكيلي دي غالواي؛ فياتشيسلاف راجوزين | هانز برلينر ياكوف استرين CJS بوردي ميخائيل أومانسكي ايفار برن                              | جيرت جان تيمرمان                              |
| المراسلة الكبرى           |                             | أولف أندرسون إيغور بونداريفسكي إيفارس جيبسليس كيرت هانسن جوني هيكتور يانيس كلوفان جوناثان بنروز أوليتا روس لوثار شميد دنكان ساتلز رافائيل ليتاو | يانوس بالوغ أولاف باردا جين هيبيرت ريتشارد بولاتشيك نيكولاي بابينين رومان شيتيليك بيلا توث | مارتن كروزر بيتر هيرتل أوفو كوجالا دوفيك جيري |
| ماجستير المراسلات الدولية |                             | الكسندر تولوش |                                                                                            |                                               |

بول كيريس من إستونيا يُنظر إليه أحيانًا على أنه أقوى لاعب على الرغم من أنه لم يصبح بطلًا للعالم أبدًا، لعب العديد من ألعاب الشطرنج بالمراسلة. كما لعبها بطل العالم ألكسندر ألكين وماكس إيوي. وحقق أولف أندرسون أيضًا تقييمات عالية جدًا في كل من (ICCF) والاتحاد الدولي للشطرنج، وضمن أفضل 100 في تصنيف عالمي للاتحاد الدولي للشطرنج حتى يونيو 2002 واحتلت المرتبة الثانية باستمرار في (ICCF). أندريه سوكولوف هو مدير عام آخر في OTB وقد تناول مؤخرًا لعبة الشطرنج عبر البريد الإلكتروني. كان بطل العالم للمراسلات هانز برلينر أيضًا ماجستيرًا دوليًا في OTB.
في عام 1999، لعب غاري كاسباروف لعبة الشطرنج «كاسباروف مقابل العالم» عبر الإنترنت، والتي استضافتها منطقة ألعاب (MSN). ضم «الفريق العالمي» أكثر من 50000 شخص من أكثر من 75 دولة، قرروا تحركاتهم عن طريق التصويت الجماعي. استمرت المباراة لمدة أربعة أشهر، حيث لعب كاسباروف "g7" في نقلته 62 وأعلن إجباره على كش ملك في 28 نقلة. استقال ناخبو الفريق العالمي يوم 22 أكتوبر. بعد المباراة قال كاسباروف «إنها أعظم لعبة في تاريخ الشطرنج. إن العدد الهائل من الأفكار، والتعقيد، والمساهمة التي قدمتها في لعبة الشطرنج تجعلها أهم لعبة تم لعبها على الإطلاق.» 

## روابط خارجية
- IECC International E-mail E-mail Chess Club.
- الاتحاد الدولي للشطرنج بالمراسلة ICCF.
- خادم ألعاب المراسلات عبر الإنترنت المجاني من FICGS.
- IECG International Email Chess Group.
- دوري الشطرنج بالمراسلة CCLA الأمريكية.
- أرشيف CCN أخبار الشطرنج.